# Autophila dilucida
Autophila dilucida — вид метеликів підродини ведмедиць (Arctiinae) родини еребід (Erebidae).

## Етимологія
Назва dilucidus походить з латинського слова, що означає «ясний, світлий»; через світлу смугу на задніх крилах.

## Поширення
Вид трапляється у значних частинах Південної Європи та Малої Азії. На півночі він поширюється аж до півдня Швейцарії та Австрії. Мешкає в сухих і теплих місцях, таких як скелясті схили, гори, бідні поживними речовинами луки, гаріги тощо.

## Спосіб життя
Личинки живляться бобовими рослина з родів Astragalus та Hippocrepis. Вони вільно живуть на листях кормових рослин.

## Підвиди
- Apopestes dilucida argentea Caradja, 1930
- Autophila dilucida troniceki Reisser, 1958
- Autophila dilucida ptolemies Svendsen, Nilsson & Fibiger, 1999